# ACM Computing Reviews
ACM Computing Reviews (parfois abrégé en CR) est une revue scientifique qui publie des analyses et des comptes-rendus sur les parutions dans le domaine de l'informatique. Elle est publiée par l'Association for Computing Machinery et son rédacteur en chef est Carol Hutchins, de l'université de New York. 
La publication électronique présente des résumés d'articles et des analyses de livres dans tous les domaines de l'informatique. Une colonne Hot topics contient aussi des « essais », qui pour la plupart sont déjà assez anciens.